# Chelonarium subparallelum
Chelonarium subparallelum is een keversoort uit de familie Chelonariidae. De wetenschappelijke naam van de soort is voor het eerst geldig gepubliceerd in 1936 door Méquignon.